# 주미스발트-그뤼넨역
주미스발트-그뤼넨역(독일어: Bahnhof Sumiswald-Grünen)은 스위스 베른주 주미스발트 자치구에 있는 기차역이다. BLS AG의 표준궤 람자이-후트빌선의 중간 정류장이다. 주미스발트-그뤼넨은 BLS가 운영하는 베른 S-반 서비스의 동쪽 종점이다. 담프반 베른 유산 철도는 후트빌과 바젠까지 노선의 나머지 부분에 걸쳐 계절 서비스를 운영한다.

## 운행편
다음 서비스는 주미스발트-그뤼넨역에서 정차한다.
- 베른 S-반 :
  - S44 : 툰까지 매시간 운행.
- 담프반 베른 :
  - 6월과 10월 사이에 한 달에 한 번 일요일에 후트빌과 바젠까지 두 번 왕복한다.